# Пригода, Юрий Иванович
Юрий Иванович Пригода (1 января 1938 года, Артёмовск — 11 декабря 2002 года, Мариуполь) — передовик производства, оператор стана Ждановского металлургического завода «Азовсталь» имени С. Орджоникидзе Министерства чёрной металлургии Украинской ССР, Донецкая область, Украинская ССР. Лауреат Премии Совета министров СССР (1976). Герой Социалистического Труда (1983). Депутат Верховного Совета УССР 11 созыва.

## Биография
Родился 1 января 1938 года в крестьянской семье в городе Артёмовск. В 1954 году окончил Харьковское ремесленное училище № 15. С 1957 по 1974 год — резчик горячего металла, оператор прокатного стана «2600» металлургического завода в Коммунарске. В 1974 году переехал в Мариуполь, где устроился нас работу на Ждановский металлургический комбинат «Азовсталь». Участвовал в строительстве стана «3600». При его открытии прокатал первый лист металла.
В 1983 году удостоен звания Героя Социалистического Труда «за выдающиеся производственные достижения, успешное выполнение плановых заданий и социалистических обязательств по выпуску продукции, улучшению её качеств и проявленную трудовую доблесть».
Скончался в 2002 году. Похоронен на кладбище села Саханка Новоазовского района Донецкой области.

## Награды
- Герой Социалистического Труда — указом Президиума Верховного Совета СССР от 18 ноября 1983 года
- Орден Ленина — дважды
- Орден Трудового Красного Знамени
- Почётный гражданин Мариуполя[1]